# USG People Germany
Mit rund 150 Niederlassungen zählte USG People Germany zu den zehn führenden Unternehmen der Personaldienstleistungsbranche. USG People deckte die Aufgabenfelder Personalvermittlung, Arbeitnehmerüberlassung, On-Site-Management, Outsourcing und Key Account Management ab. 
Am Markt agierte USG People Germany über seine Unternehmen Unique Personalservice, Technicum  und Secretary Plus: Unique ist ein Personaldienstleistungs-Generalist mit Spezialisierungen, Technicum ist der Spezialist für Facharbeiter und Secretary Plus der Spezialist für das Sekretariat. 
Im Jahr 2016 wurde USG People Bestandteil von RGF Staffing.

## USG People N.V., Niederlande
Hinter USG People Germany steht die USG People N.V., ein international agierender Personaldienstleister mit Hauptsitz in Almere, Niederlande. Das Unternehmen ist mit 1.137 (2012) Niederlassungen in acht europäischen Ländern aktiv. USG People N.V. ist vertreten in Belgien, Deutschland, Frankreich, Italien, Luxemburg, den Niederlanden, Österreich und der Schweiz. USG People hat jeden Monat mehr als 111.000 Mitarbeiter im Einsatz bei Kundenunternehmen.
USG People ist an der NYSE Euronext Amsterdam gelistet. Die Aktie wird im Amsterdam Midcap Index (AMX) geführt.

## Unternehmensgeschichte
- 1972 gründeten Pieter Borgstein, Frans Platteel und Alex Mulder das Personaldienstleistungsunternehmen Unique Uitzendburo.
- 1979 erfolgte der Umzug der Unternehmenszentrale nach Almere.
- 1989 Eröffnung des ersten Auslandsbüros in Belgien.
- 1994 Zusammenschluss der niederländischen und belgischen Unternehmensteile zur Unique International B.V.
- 1992 Übernahme der belgischen I.C.A. Interim S.A.
- 1997 Zusammenschluss von Unique International B.V. mit dem börsennotierten Unternehmen Goudsmit N.V. Das neue Unternehmen wird als Unique International N.V. an der Börse gelistet.
- 2001 Umbenennung in United Services Group N.V., um die Ausweitung des Angebotsportfolios und die internationale Ausrichtung zu verdeutlichen.
- 2001 Übernahme der vom Staat und den Gewerkschaften gegründeten und 1966 privatisierten Zeitarbeitsorganisation START.
- 2005 Übernahme des belgischen Mitbewerbers Solvus Resource Group. Der Zusammenschluss wird unter dem Namen USG People N.V. weitergeführt.
- 2006 und 2007 Übernahme mehrerer Personaldienstleister, u. a. der niederländischen Utrechtse Juristen Groep, der französischen MultiCompta, der deutschen GeKo Zeitarbeit und Allgeier Holding sowie der spanischen Professionalia.
- 2008 wird USG People strategischer Partner von Jark Recruitment und steigt in den britischen Personaldienstleistungsmarkt ein.